# اوتورینو فلابورئا
اوتورینو فلابورئا (ایتالیایی: Ottorino Flaborea؛ زادهٔ ۵ مارس ۱۹۴۰) بازیکن بسکتبال اهل ایتالیا بود.
وی در مسابقات کشوری و بین‌المللی در مجموع برندهٔ ۱ مدال برنز شده‌است.